# Beetsterzwaag
Beetsterzwaag (Fries: Beetstersweach) is een dorp in de gemeente Opsterland, in de Nederlandse provincie Friesland. Het ligt iets ten zuiden van Drachten.
Hoewel het niet de grootste kern van Opsterland is, is het gemeentehuis er gevestigd. Op 1 januari 2023 telde het dorp 3.685 inwoners. Onder het dorp valt ook de buurtschap Oud Beets. Deze buurtschap was tot 1925 een zelfstandig dorp (toen Beets geheten).

## Geschiedenis
De naam Beetsterzwaag verklaart de oorsprong van het dorp: de 'sweach' waren de laaggelegen weidegronden behorend bij het vroegere Beets. 'Beet' verwijst naar de Boorne, de beek die tegenwoordig het Oud- of Koningdiep wordt genoemd. In de loop der tijd heeft het zwaartepunt van de bebouwing zich verplaatst van Beets naar Beetsterzwaag.
Beetsterzwaag was vroeger een aanzienlijk dorp. Niet omdat het zoveel inwoners had, maar vanwege de aanwezige adel die het aanzien van het dorp bepaalde. Diverse monumentale panden en tuinen in de Hoofdstraat, die minstens drie en een halve eeuw oud is, zijn stille getuigen van de rijke adellijke bewoners in de 18e en 19e eeuw. 
Van 1884 tot 1947 had Beetsterzwaag een halte aan de Tramlijn Heerenveen - Drachten.
In de eerste week van 2007 kwam het dorp in het nieuws doordat er formatiebesprekingen voor het nieuwe kabinet plaatsvinden tussen CDA, PvdA en de ChristenUnie. Jan Peter Balkenende, Wouter Bos en André Rouvoet overlegden er achter gesloten deuren op het even buiten de bebouwde kom van het dorp gelegen landgoed Lauswolt onder leiding van informateur Wijffels.

## Monumentale panden
Een van de bekendste gebouwen die Beetsterzwaag rijk is, is Lyndenstein. Dit uit 1821 stammende zomerverblijf van de familie Van Lynden is later door de familie ondergebracht in de Corneliastichting. Deze stichting, genoemd naar de jong overleden Cornelia van Lynden, moest een gratis ziekenhuis voor Friese kinderen in stand houden. Nu dient het oude herenhuis als revalidatiecentrum. Andere historische gebouwen in de Hoofdstraat zijn: Bordena (1858), Lycklamahûs (1824), het Eysingahuis, de Fockensstate (1879) en Kantongerecht (1811). Net buiten het dorp ligt de Harinxmastate. Beetsterzwaag telt 46 rijksmonumenten.

## Sport en recreatie
- VV De Sweach, voetbalvereniging
- Golf & Countryclub Lauswolt
- Tennisclub Lauswolt
- Volleybalvereniging ODS
- Scoutinggroep BA-OW Beetsterzwaag
- Turnvereniging Frisia
- Sport- en gezondheidscentrum Medifit
- Manege onder de Linde

## Terugkerende evenementen
- April: Koningsdag optocht
- Mei: Friese Radiomarkt
- Juli: Kunstweekend Beetsterzwaag, Lauswolt Zomerconcert
- Augustus: Lauswolttoernooi (tennis)
- September: Bourgondisch Beetsterzwaag

## Openbaar vervoer
Lijnen van Qbuzz:
- Lijn 20: Heerenveen - Gorredijk - Beetsterzwaag - Drachten - Nijega - Garijp - Leeuwarden
- Lijn 27: Heerenveen - Haskerdijken - Akkrum - Oldeboorn - Nij Beets - Beetsterzwaag - Drachten

## Geboren in Beetsterzwaag
- Tinco Martinus Lycklama à Nijeholt (1837-1900), oriëntalist, reiziger, verzamelaar en weldoener van de stad Cannes (Frankrijk)
- Sybrandus Johannes Fockema Andreae (1844-1921), rechtsgeleerde
- Pieter Albert Vincent van Harinxma thoe Slooten (1870-1954), politicus, Commissaris van de koningin in Friesland (1909-1945)
- Albertus van Harinxma thoe Slooten (1872-1940), jurist
- Willem van Schaik (1874-1938), kunstschilder
- Tiny Mulder (2 april 1921 - 4 november 2010), verzetsvrouw, journaliste en dichteres
- Bouwe Kalma (1924-2011), hoofdinspecteur bij de politie Rotterdam en PSP-politicus,
- Hilbert van der Duim (4 augustus 1957), schaatser

## Bekende (voormalig) inwoners van Beetsterzwaag
- Eja Siepman van den Berg (1943), beeldend kunstenares
- Loek Hermans (1951), politicus, oud-fractievoorzitter VVD in de Eerste Kamer, voormalig minister van OCW
- Joop Wittermans (1946), acteur

## Overleden
- Rutger Hauer (1944-2019), acteur

## Trivia
Beetsterzwaag werd beschreven door Godfried Bomans in het verhaal "De Vondelherdenking te Beetsterzwaag" (1947), opgenomen in de bundel Kopstukken.

## Enkele Beeldbepalende gebouwen

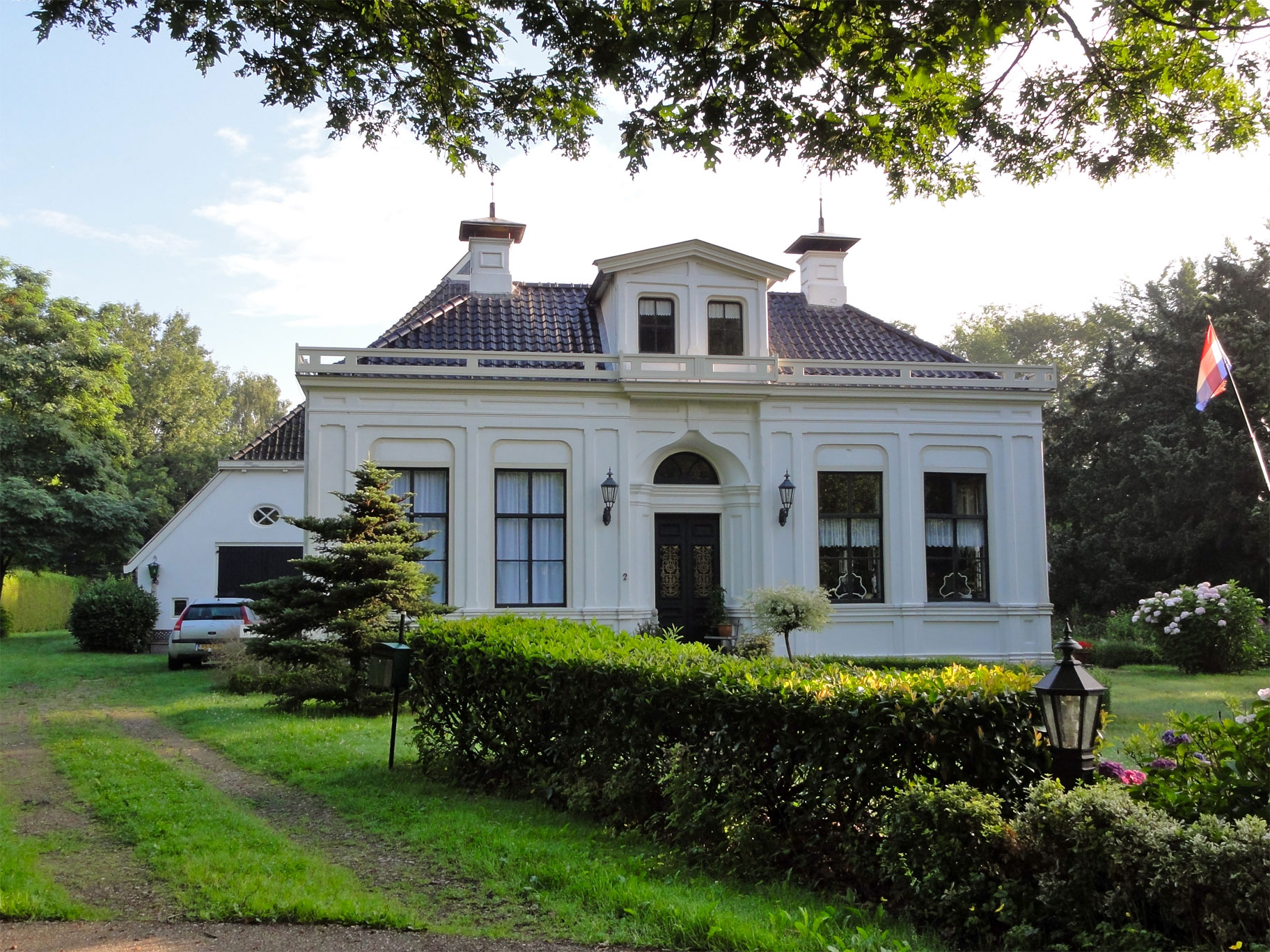
Fockensstate
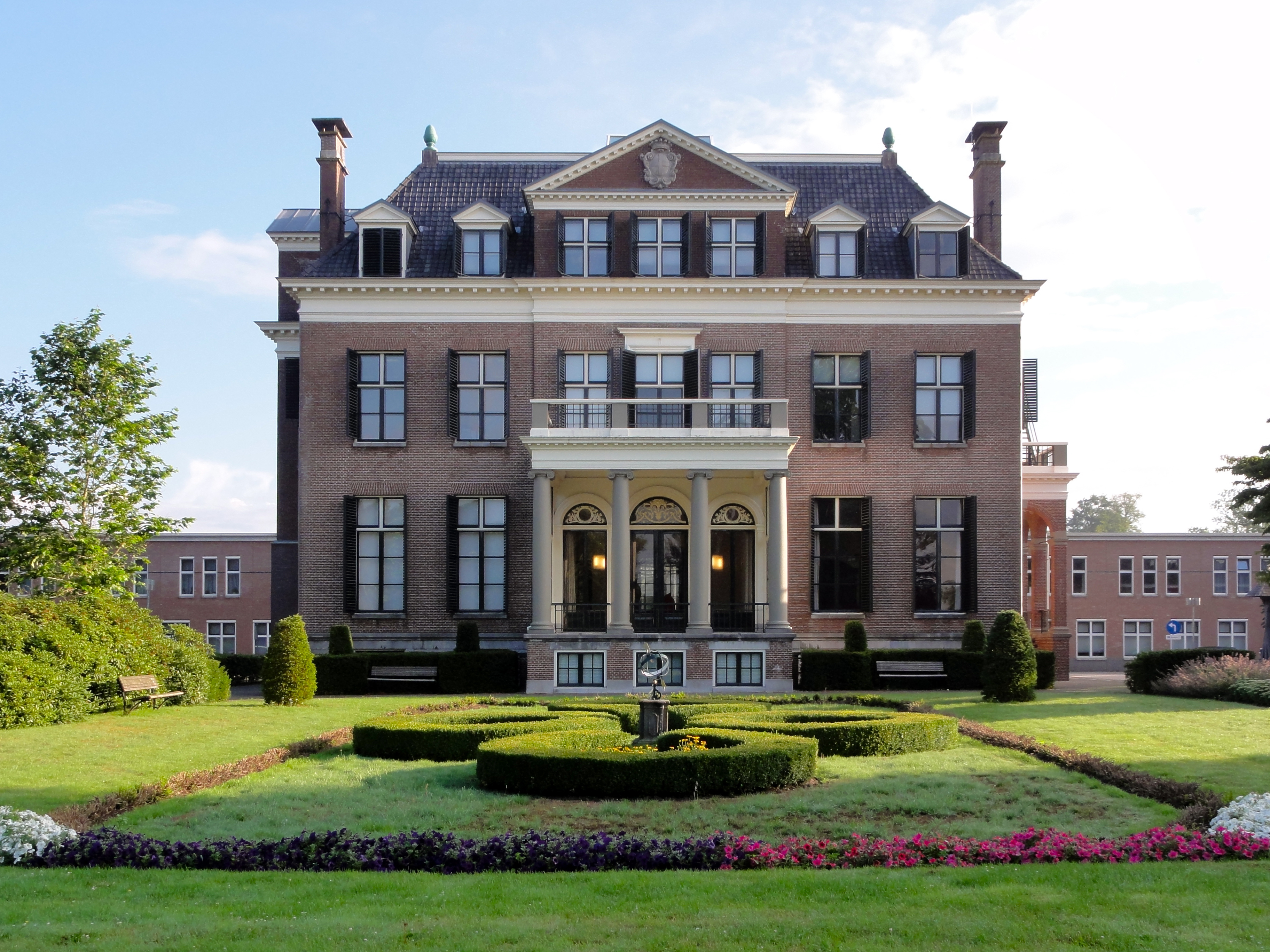
Lyndensteyn
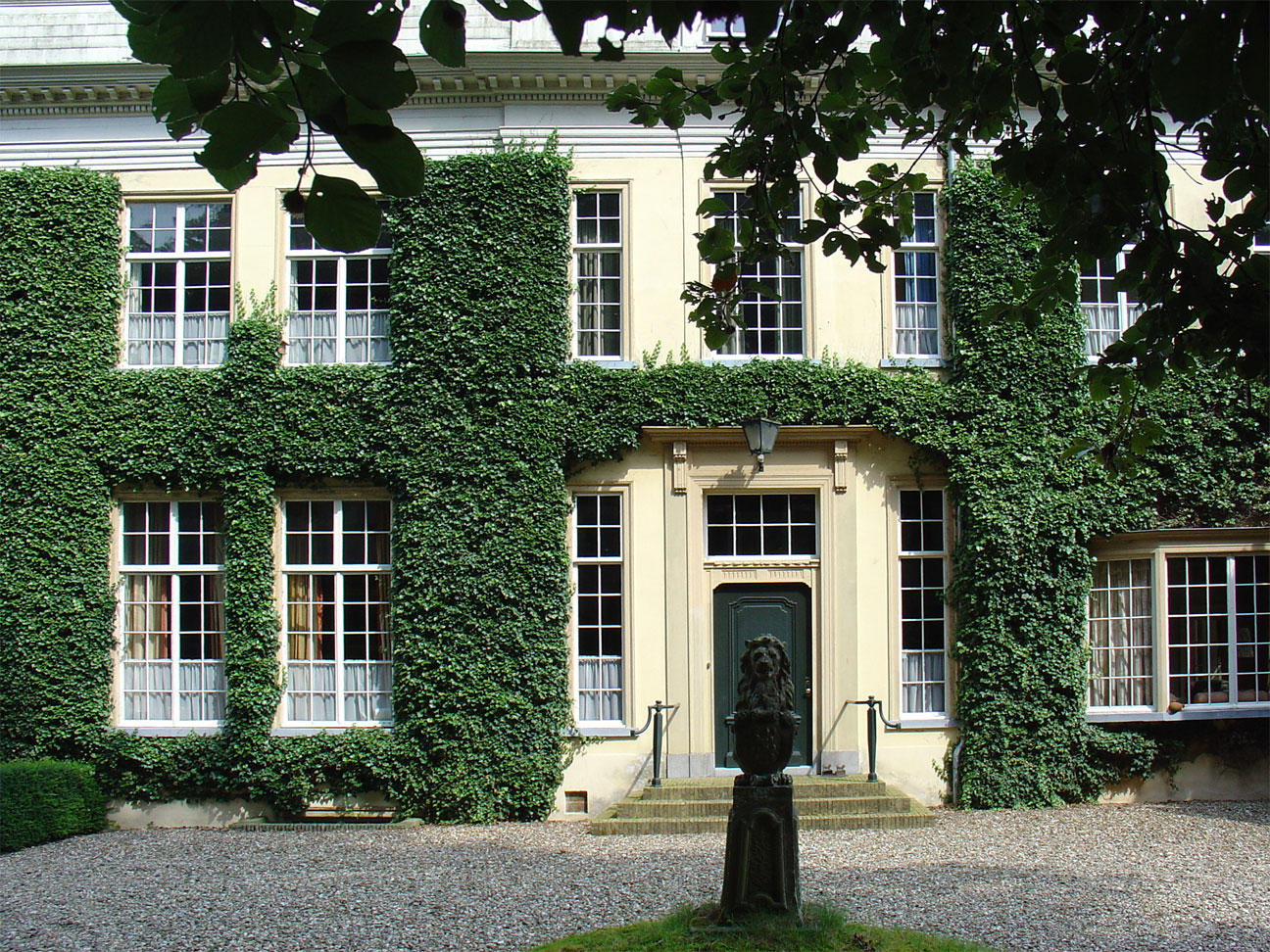
Harinxmastate
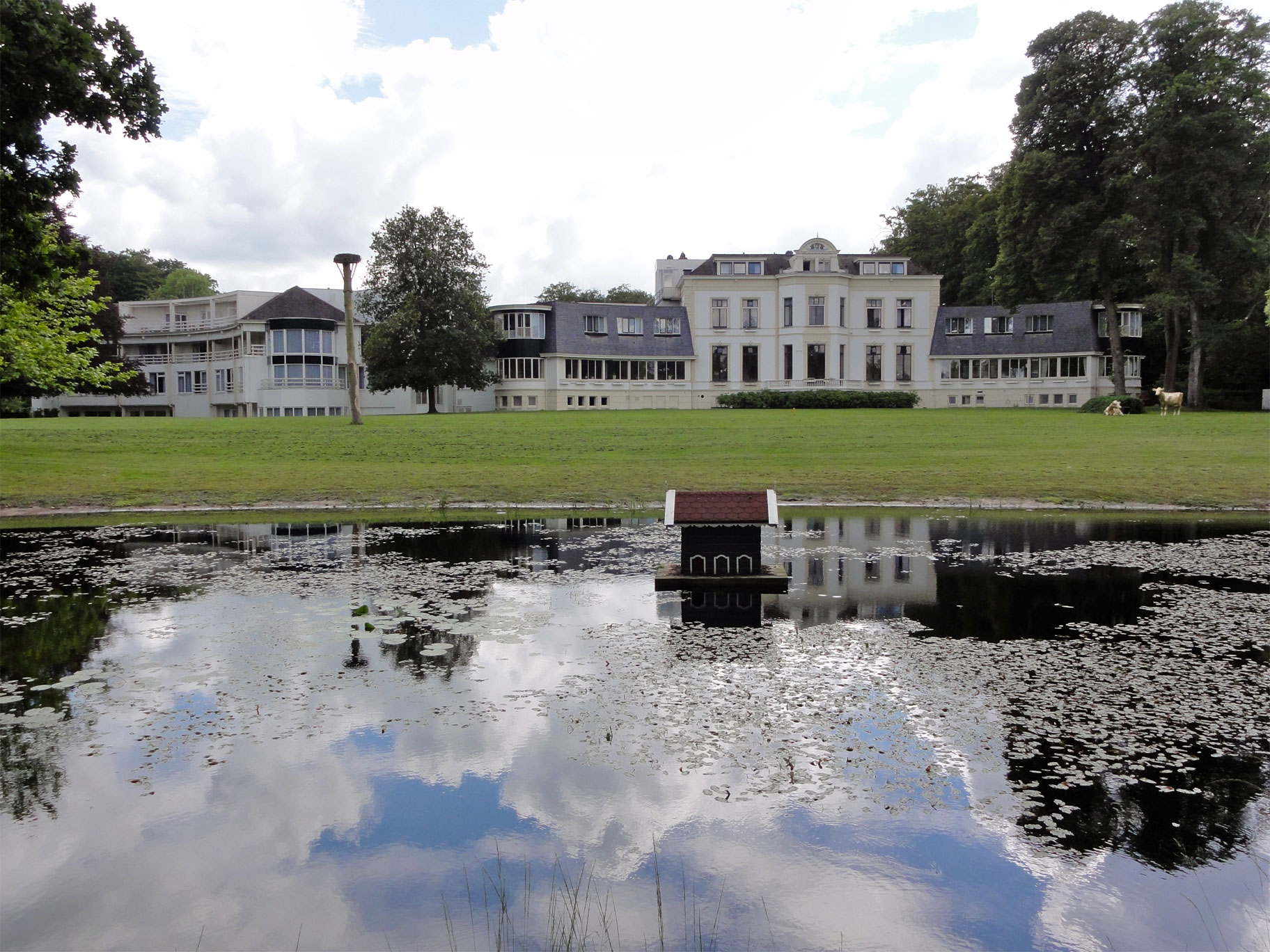
Lauswolt
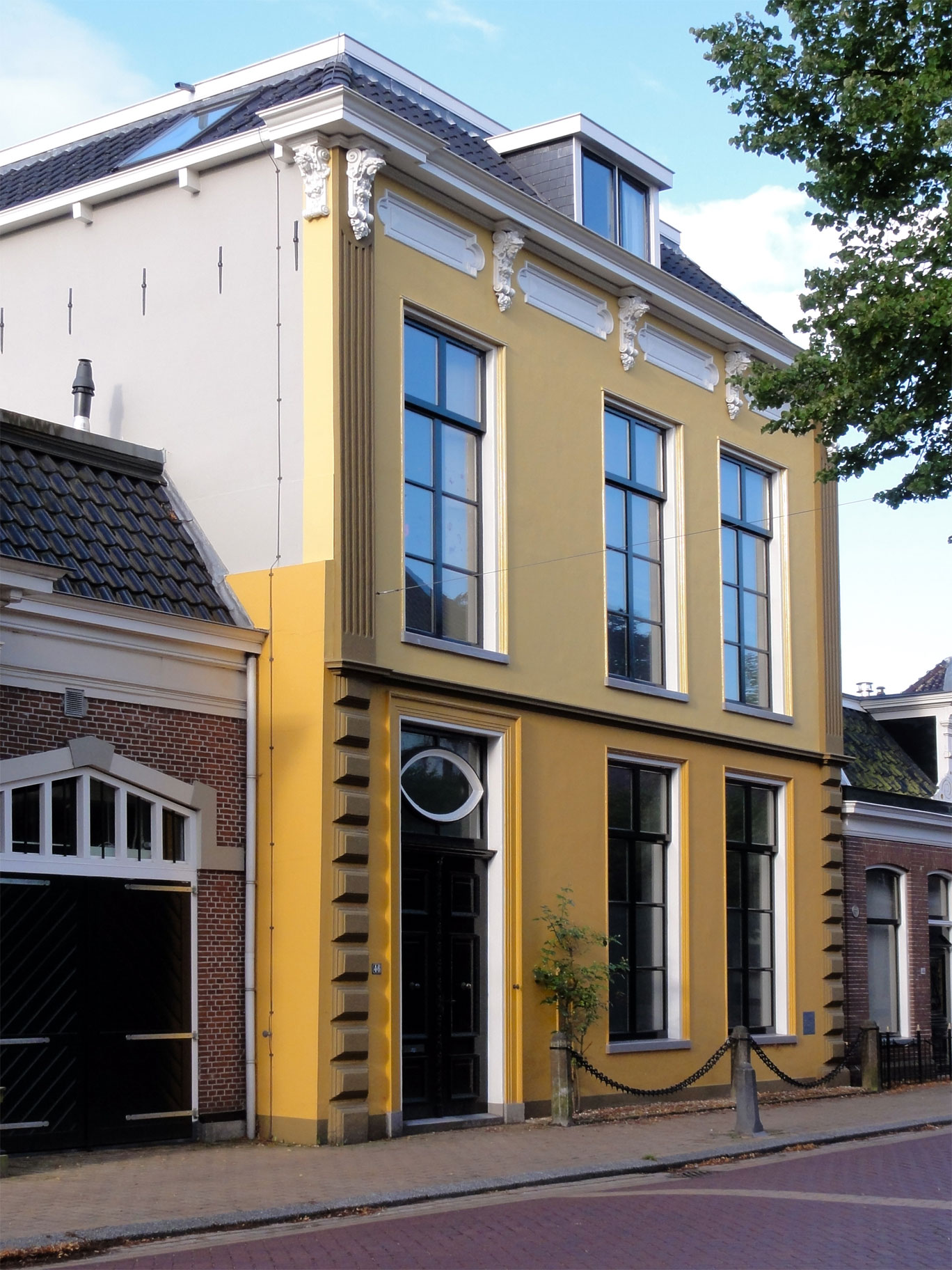
Eysingahuis